# Nador (Algérie)
Pour les articles homonymes, voir Nador.
Nador est une commune de la wilaya de Tipaza, en Algérie. Nador a été créée pendant la l'occupation coloniale  sous le nom de Desaix.

## Géographie

### Situation
Le territoire de la commune de Nador est situé au nord de la wilaya de Tipaza, au pied du mont Chenoua. Son chef-lieu se situe à environ 5 km au sud-ouest de Tipaza et à environ 20 km au sud-est de Cherchell.
| Cherchell | Tipaza             | Tipaza |
| Cherchell | Nador              | Tipaza |
| Sidi Amar | Sidi Amar, Hadjout | Tipaza |

### Routes
La commune de Nador est desservie par plusieurs routes nationales:
- Route nationale 11: RN11 (Route d'Oran).

### Localités de la commune
À sa création en 1984, la commune de Nador est constituée des localités et domaines suivants :
- Domaines autogérés de Benchamma, Lassel, Imekraz, Sidi Moussa Nord
- Nador
- Nora
- Ouali

## Histoire

Place du village de Nador pendant la colonisation française